# Filip Lesniak
Filip Lesniak (Košice, 14 maggio 1996) è un calciatore slovacco, centrocampista dello Spartak Varna.

## Carriera
Cresciuto nel VSS Košice, club della sua città natale, nel 2012 si trasferisce al Tottenham. Dopo quattro stagioni trascorse nel settore giovanile degli Spurs, il 12 luglio 2016 viene ceduto in prestito allo Slovan Liberec; collezionate soltanto tre presenze, nel successivo mese di gennaio fa ritorno in Inghilterra. Il 18 maggio 2017 esordisce con il Tottenham, nella partita di Premier League vinta per 1-6 contro il Leicester City, fornendo anche un assist a Harry Kane. Il 9 giugno, in scadenza di contratto, lascia il club londinese, per firmare nel mese successivo un triennale con l'Aalborg.

## Statistiche

### Presenze e reti nei club
Statistiche aggiornate al 9 ottobre 2018.
| Stagione        | Squadra         | Campionato      | Campionato | Campionato | Coppe nazionali | Coppe nazionali | Coppe nazionali | Coppe continentali | Coppe continentali | Coppe continentali | Altre coppe | Altre coppe | Altre coppe | Totale | Totale | Totale |
| Stagione        | Squadra         | Comp            | Pres       | Reti       | Comp            | Pres            | Reti            | Comp               | Pres               | Reti               | Comp        | Pres        | Reti        | Pres   | Reti   |        |
| --------------- | --------------- | --------------- | ---------- | ---------- | --------------- | --------------- | --------------- | ------------------ | ------------------ | ------------------ | ----------- | ----------- | ----------- | ------ | ------ | ------ |
| lug.-dic. 2016  | Slovan Liberec  | 1L              | 1          | 0          | PF              | 1               | 0               | UEL                | 1                  | 0                  | -           | -           | -           | 3      | 0      |        |
| gen.-giu. 2017  | Tottenham       | PL              | 1          | 0          | FACup+CdL       | -               | -               | UEL                | -                  | -                  | -           | -           | -           | 1      | 0      |        |
| 2017-2018       | Aalborg         | 1D              | 23+8       | 1+1        | CD              | 3               | 0               | -                  | -                  | -                  | -           | -           | -           | 16     | 0      |        |
| 2018-2019       | Aalborg         | SL              | 6          | 0          | CD              | 1               | 0               | -                  | -                  | -                  | -           | -           | -           | 7      | 0      |        |
| Totale Aalborg  | Totale Aalborg  | Totale Aalborg  | 37         | 2          |                 | 4               | 0               |                    | -                  | -                  |             | -           | -           | 41     | 2      |        |
| Totale carriera | Totale carriera | Totale carriera | 39         | 2          |                 | 6               | 0               |                    | 1                  | 0                  |             | -           | -           | 46     | 2      |        |